# Vero (Cinca)

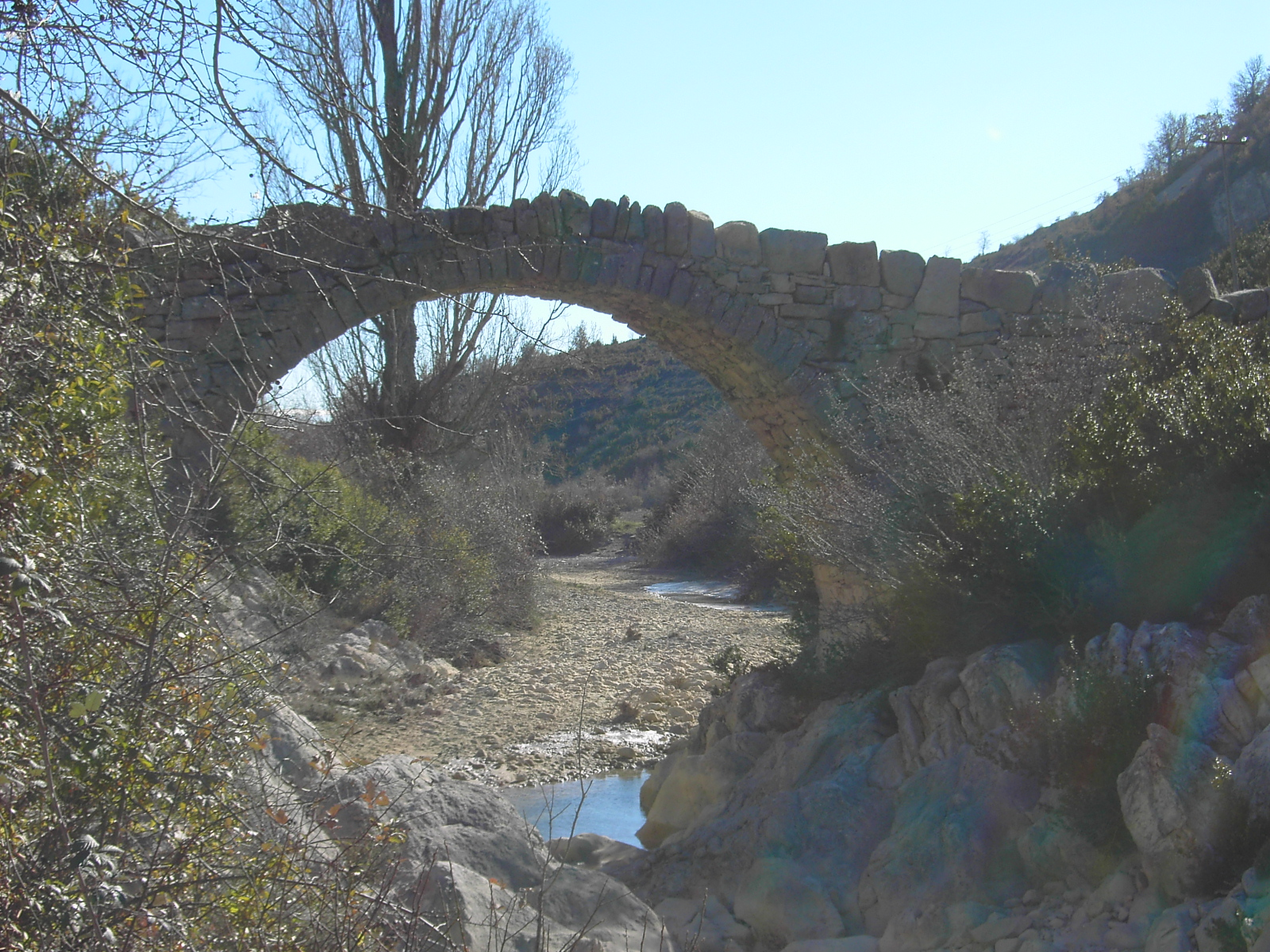
Alte Brücke über den Vero in Sarsa de Surta

Der Río Vero ist ein Fluss in der spanischen Provinz Huesca. Er entspringt mit einer nur im Winter und im Frühjahr tätigen Quelle in 1308 m Meereshöhe am Pueyo de Morcat in den aragonesischen Pyrenäen, durchfließt mit eindrucksvollen, von dem Photographen Lucien Briet beschriebenen Schluchten die Karstformationen des Naturparks Sierra y Cañones de Guara und den Ort Alquézar. In seinem weiteren Verlauf durchzieht er die Stadt Barbastro und mündet einige Kilometer unterhalb in den Cinca. Die Länge des Flusslaufs beträgt 60,9 km. Die Wasserführung ist unregelmäßig.

## Kulturpark
1998 wurde in den Gemeinden Bárcabo, Adahuesca, Alquézar, Colungo, Santa María de Dulcis, Pozán de Vero, Azara, Castillazuelo und Barbastro der Parque Cultural del río Vero geschaffen, in dem sich Vorzeitfunde, mittelalterliche Kunstwerke und Werke der religiösen Kunst befinden.